# Раффаеле Ломбардо
Раффаеле Ломбардо (італ. Raffaele Lombardo; нар. 29 жовтня 1950, Катанія) — італійський політик.

## Життєпис
Він здобув медичну освіту (спеціалізується у галузі судової психіатрії), вів приватну практику.
У другій половині 70-х років був регіональним секретарем молодіжної організації Християнсько-демократичної партії, входив до місцевих і регіональних рад.
Був співзасновником Християнсько-демократичного центру. У 1999 році вперше обраний членом Палати депутатів. У 2002 році він став одним з лідерів створеного Союзу християнських демократів і центру. За рік очолив провінцію Катанія, а в 2004-му отримав мандат депутата Європейського парламенту.
У 2008 році Ломбардо виграв президентські вибори в регіоні Сицилія. Залишив посаду 2012 року — менш ніж за рік до кінця терміну у зв'язку зі звинуваченнями у співпраці з мафією.